# Kaló Neró (Messénie)
Kaló Neró, en grec moderne : Καλό Νερό, est un village du dème de Triphylie, dans le district régional de Messénie, en Grèce.
Selon le recensement de 2011, la population du village s'élève à 543 habitants.